# Harper Simon
Harper James Simon (7 september 1972) is een Amerikaanse singer-songwriter. Hij is de zoon van de zanger Paul Simon en diens eerste vrouw, Peggy Harper.

## Jeugd
Toen hij 4 jaar oud had Harper een rolletje in Sesamstraat waar hij samen met zijn vader het liedje "Bingo" zong. Na zijn opleiding aan Berklee College of Music in Boston verhuisde Harper voor een paar jaar naar Londen. Hier speelde hij in de band Menlo Park, waar hij ook de liedjes voor schreef.

## Muziek
Op 13 oktober 2009 bracht Simon zijn debuutalbum Harper Simon uit onder zijn eigen platenlabel genaamd Tulsi Records. Hij produceerde het album zelf. De producer Bob Johnston hielp hem een band bijeen te krijgen voor de opnames die plaatsvonden in Nashville. De band bestond uit Charlie McCoy (mondharmonica), Lloyd Green (Weissenborn), Gene Chrisman (Dusty in Memphis, drums), Mike Leech (Elvis Presley's Suspicious Minds, bas), Hargus Robbins, (Patsy Cline's Walkin' After Midnight, piano) en Al Perkins (gitaar).
De Nashville-opnames vormden de basis voor vier liedjes op het album: ‘Ha Ha,’ ‘All I Have Are Memories,’ ‘Tennessee’ and ‘The Shine’. Simon rondde het album af in Los Angeles en New York, en werd hierbij bijgestaan door Inara George, Aaron Espinoza (Earlimart), Petra Haden, Sean Lennon, Yuka Honda, Adam Green, Eleni Mandell en Joan Wasser. Verder hebben ook Steve Nieve, Steve Gadd en zijn vader Paul Simon een bijdrage geleverd. Tom Rothrock heeft het album gemixt.

## Discografie
- 2009 – "Harper Simon"
- 2013 – "Division Street"

- Gemeinsame Normdatei: 1047082675
- International Standard Name Identifier: 0000 0000 5138 6936
- Library of Congress Control Number: no2009010187
- MusicBrainz: 1e4ec3bd-9e57-4742-8022-11b4c9397035
- Nationale Bibliotheek van Tsjechië: xx0187561
- Virtual International Authority File: 39211235
- WorldCat: E39PBJrwWFt479Pwv6mvgwdG73